# Parminder Nagra
Parminder Kaur Nagra (Leicester, 5 oktober 1975) is een Britse actrice van Indiase afkomst. Ze werd in 2002 genomineerd voor zowel een European Film Awards als een British Independent Film Award voor haar hoofdrol als Jesminder 'Jess' Kaur Bhamra  in de tragikomische film Bend It Like Beckham. Nagra debuteerde in 1991 als acteur in de Indiase film Dushmani Jattan Di. Haar Engelstalige debuut volgde zes jaar later in de Britse serie Turning World. Internationale bekendheid kreeg ze als Neela Rasgotra in de Amerikaanse ziekenhuisserie ER.

## Persoonlijk
Nagra's ouders zijn aanhangers van het Sikhisme. Haar naam betekent Prinses van de Slangen in het Punjabi. In haar jeugd speelde ze altviool in het schoolorkest.
Nagra trouwde in 2009 met fotograaf James Stenson, met wie ze later dat jaar een zoon kreeg.

## Filmografie
- Five Feet Apart (2019)
- Reckless (2013, televisiefilm)
- Twenty8k (2012)
- Horrid Henry: The Movie (2011)
- Tere Ishq Nachaya (2010)
- Compulsion (2008, televisiefilm)
- In Your Dreams (2008)
- Batman: Gotham Knight (2008, stem)
- Ella Enchanted (2004)
- Second Generation (2003, televisiefilm)
- Twelfth Night, or What You Will (2003, televisiefilm)
- Bend It Like Beckham (2002)
- The Swap (2002, televisiefilm)
- Donovan Quick (2000, televisiefilm)
- King Girl (1998, televisiefilm)
- Dushmani Jattan Di (1991)

## Televisieseries
*Exclusief eenmalige gastrollen
- Maternal - Dr. Maryam Afridi (2023, zes afleveringen)
- DI Ray - Detective inspector Rachita Ray (titelrol, 2022-2024, tien afleveringen)
- Agents of S.H.I.E.L.D. - Senator Ellen Nadeer (2016-2017, vijf afleveringen)
- The Blacklist - Meera Malik (2013, eenentwintig afleveringen)
- Psych - Rachael (2013, vier afleveringen)
- Alcatraz - Lucy Banerjee (2012, dertien afleveringen)
- ER - Neela Rasgotra (2003-2009, 129 afleveringen)
- Turning World - Sabina (1997, drie afleveringen)